# Kościół św. Mikołaja w Maniewie
Kościół św. Mikołaja w Maniewie – kościół rzymskokatolicki zlokalizowany w Maniewie w gminie Oborniki.

## Architektura

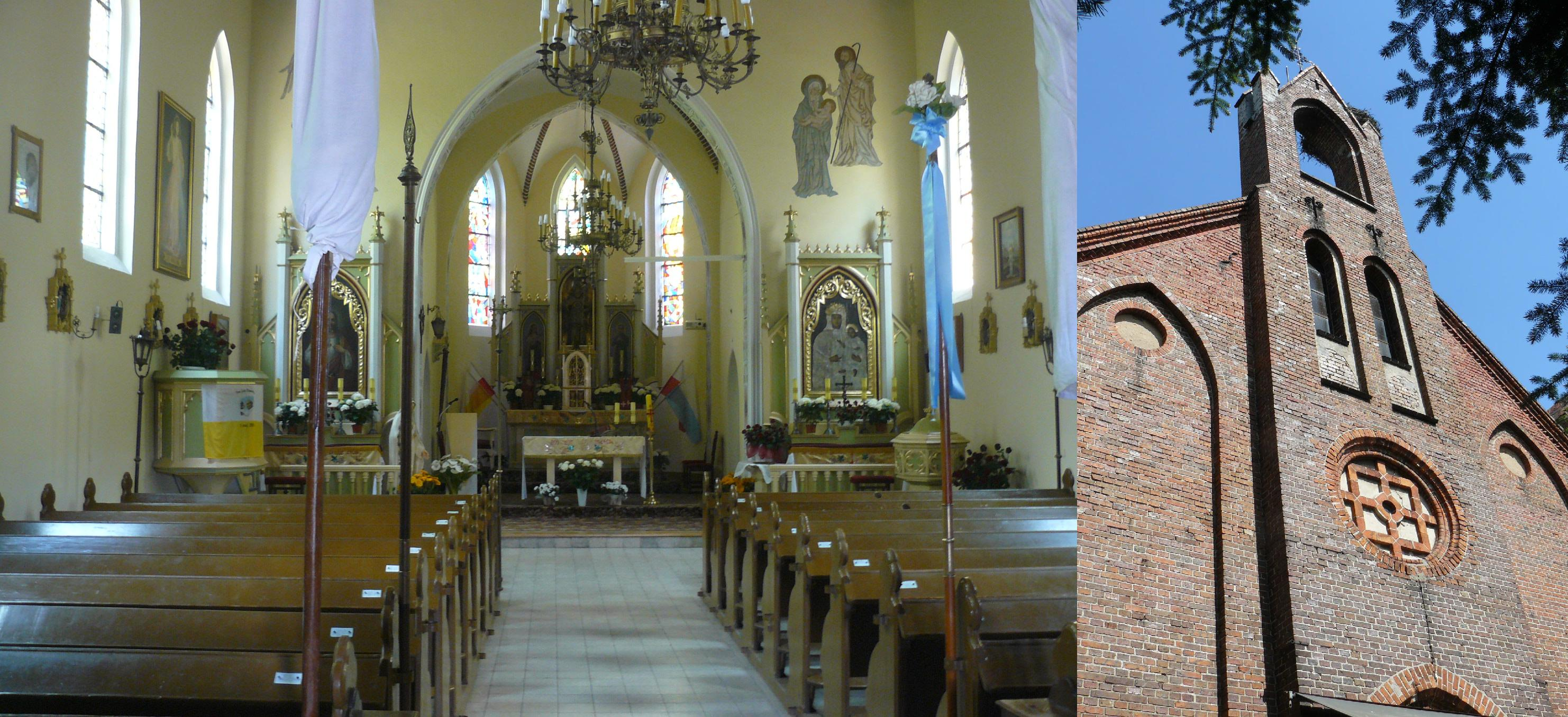
Wnętrze i fasada

Kościół wzniesiony został w 1871 lub 1872 (budowę zakończono ostatecznie w 1876), jako nawiązanie do świątyni pod tym samym wezwaniem (oraz św. Barbary) w Radzimiu – dziś wsi już nieistniejącej. Reprezentuje styl neogotycki. Przed kościołem stoi okazały budynek bramny w tym samym stylu, pełniący także rolę dzwonnicy (dwa dzwony). Całość otacza murowane ogrodzenie z czasów budowy świątyni. Na terenie założenia stoi także plebania i budynek gospodarczy (koniec XIX wieku). Za kościołem grobowiec ks. prałata Stanisława Krygiera, tutejszego proboszcza. W kościele znajduje się obraz Matki Bożej Anielskiej z XVII wieku (z kościoła radzimskiego). W 1926 wzniesiono we wsi Dom Katolicki. W czasie II wojny światowej kościół był czynny dla wiernych.

## Proboszczowie i duszpasterze
- 1892-1904 Władysław Gitzler (z Objezierza)
- 1904-1905 Tomasz Nejczyk
- 1905-1909 Stefan Beisert
- 1909-1910 Stefan Bratkowski (z Objezierza)
- 1910-1911 Marian Wachowiak[1]
- 1911-1952 Stanisław Krygier – budowniczy Domu Katolickiego w 1926
- 1938-1940 Edward Jęczkowski (Wikariusz pomocniczy) ks. Krygiera[2]
- 1952-1955 Alfons Viola[3] (z Objezierza)
- 1955-1971 Jan Ratajczak
- 1971-1977 Marian Maciołka – przeprowadził generalny remont świątyni w 1973,
- 1977-1982  Alojzy Snela – umieścił witraże
- 1982-2019 Bolesław Kapuściński – renowator drogi krzyżowej (2005)
- 2019-2024 Mariusz Janc
- od 2024 Michał Śledziński SVD (rektor klasztoru misjonarzy w Chludowie)[4].